# گلنبر (آریزونا)
گلنبر (به انگلیسی: Glenbar) یک منطقهٔ مسکونی در ایالات متحده آمریکا است که در آریزونا واقع شده‌است. گلنبر ۸۵۴ متر بالاتر از سطح دریا واقع شده‌است.